# How to Train Your Dragon: The Hidden World
How to Train Your Dragon: The Hidden World (Nederlandse titel: Hoe tem je een draak 3) is een Amerikaanse computeranimatiefilm uit 2019, geregisseerd door Dean DeBlois en geproduceerd door DreamWorks Animation.

## Stemverdeling

### Engels
| Acteur                   | Personage          |
| ------------------------ | ------------------ |
| Jay Baruchel             | Hiccup             |
| America Ferrera          | Astrid             |
| Cate Blanchett           | Valka              |
| Craig Ferguson           | Gobber the Belch   |
| Jonah Hill               | Snotlout Jorgenson |
| Kit Harington            | Eret               |
| F. Murray Abraham        | Grimmel the Grisly |
| Justin Rupple            | Tuffnut            |
| Kristen Wiig             | Ruffnut            |
| Christopher Mintz-Plasse | Fishlegs Ingerman  |
| Gerard Butler            | Stoick the Vast    |
| Ólafur Darri Ólafsson    | Ragnar the Rock    |

### Nederlands
| Acteur            | Personage |
| ----------------- | --------- |
| Patrick Martens   | Hikkie    |
| Terence Schreurs  | Astrid    |
| Thekla Reuten     | Valka     |
| Géza Weisz        | Eret      |
| Daniël Boissevain | Grimmel   |

### Vlaams
| Acteur                                            | Personage       |
| ------------------------------------------------- | --------------- |
| Timo Descamps                                     | Hikkert         |
| Clara Cleymans                                    | Astrid          |
| Kristel Verbeke                                   | Valka           |
| Wouter Hendrickx                                  | Eret            |
| Rikkert Van Dijck                                 | Grimmel         |
| Dirk Denoyelle                                    | Stoick          |
| Ludo Hellinx                                      | Schrokal        |
| Louis Thyssen                                     | Snotkrot        |
| Eline De Munck                                    | Brokdol         |
| Jonas Vermeulen                                   | Knokdol         |
| Thomas Van Goethem                                | Viztik          |
| Jan Van Looveren                                  | Ragnar          |
| Govert Deploige, Ken Hendrickx, Jan Van den Bosch | Overige stemmen |